# 全日本吹奏楽コンクール結果一覧
ここには全日本吹奏楽コンクールの結果について記載する。

## 全国大会
第一回大会(昭和15年)
- 吹奏楽・学生部
  - 大阪市立東商業学校音楽部:優勝
- 吹奏楽・青年部
  - 金光教玉水青年会:優勝
- 喇叭鼓楽・学校部
  - 埼玉県川越商業学校喇叭鼓隊:優勝
- 喇叭鼓楽・青年部
  - 神戸喇叭修得団:優勝

第二回大会(昭和16年)
- 吹奏楽・学生部
  - 東京府立化学工業学校音楽部:3位
  - 大阪市立東商業学校音楽部:2位
  - 名古屋東邦商業学校:1位 永井賞

1. ↑  “吹奏楽データベース 全日本吹奏楽コンクール第1～第5回 出場団体と結果”. 吹奏楽プラス. 2025年8月14日閲覧。